# Storia della criminologia
(Abele De Blasio)
La storia della criminologia è l'insieme degli autori, delle teorie e degli eventi che hanno caratterizzato l'evolversi del pensiero criminologico.

## Scuola Classica
A cavallo tra il XVIII ed il XIX secolo, l'Italia può essere considerata il luogo di origine della criminologia. Primi fra tutti la scuola illuminista partenopea che si distinse attraverso i suoi esponenti quali Francesco Longano, Gaetano Filangeri, Francescantonio Grimaldi, che scrisse Riflessioni sopra l'ineguaglianza tra gli uomini, Mario Pagano, che fu anche relatore della Costituzione Napoletana nel 1799.
A Cesare Beccaria, che criticava il sistema penale dell'epoca, si aggiunse Jeremy Bentham che propose una nuova teoria sulla deterrenza basata sull'utilitarismo. Entrambi esponenti della “Scuola classica” che insisteva su una serie di principi tra i quali un sistema di leggi a garanzia dei diritti umani, la teoria della scelta razionale, l'analisi probatoria processuale, la certezza della pena e l'abolizione della pena di morte.
La scuola classica aveva una visione razionale del reato per il quale l'individuo ponderava in autonomia il rapporto costi/profitti in previsione della violazione dei diritti altrui. Tramite il computo del “livello di razionalità dei rei” si tentò di prevedere quanti potessero essere i soggetti che avrebbero commesso un reato, le loro caratteristiche sociali, le influenze che l'ambiente e la società avrebbe avuto sul crimine. Ecco perché i criminologi di questa scuola insistevano più sulle istituzioni sociali e sul modo di controllare la criminalità piuttosto che sul comportamento individuale.

## Scuola Positiva
La “scuola positiva” aveva una visione deterministica del reato, che non veniva più visto come fatto isolato, come espressione di una condizione individuale, ma come comportamento inserito in un contesto sociale e da questo in qualche modo condizionato. Inoltre, lo studio delle costanti e delle regolarità statistiche del reato comportava anche la possibilità di prevederli, almeno a livello di grandi numeri.
I sostenitori di questa scuola, tra i quali Cesare Lombroso, Enrico Ferri, Raffaele Garofalo, Filippo Grispigni, il belga Harald Prins e l'austriaco Franz von Liszt, partendo dall'osservazione che il principio di causalità è regolatore di ogni fatto umano, lo applicarono alla vita sociale e quindi anche alla delinquenza: il delitto non è una manifestazione libera e responsabile del soggetto, quanto piuttosto un fenomeno determinato da cause empiricamente rilevabili. Nell'applicazione delle pene il diritto penale non avrebbe dovuto considerare la responsabilità morale del delinquente, ma la sua pericolosità sociale, intesa come probabilità di commettere i reati. In questi termini, la concezione retributiva della pena, propagandata dalla scuola classica, è sostituita da quella preventiva, attuata attraverso due metodi:
1. il sistema del doppio binario[8], che dispone, al fianco delle pene tradizionali, le misure di sicurezza per i delinquenti ritenuti socialmente pericolosi;
2. la pena a tempo indeterminato, applicata fino a quando il delinquente non fosse ritenuto risocializzato.

La “teoria del determinismo sociale”, che identificava nella società stessa l'esclusiva causa della condotta criminosa dell'uomo, si sviluppò per merito soprattutto di Cesare Lombroso il quale indirizzò i suoi studi, in termini medici, sulla persona del delinquente. Egli esaminando nel dicembre del 1870 un reperto umano, il cranio del brigante Villella, ucciso nel 1864, notò un'anomalia morfologica congenita, la presenza della fossetta cerebellare mediana o “fossetta vermiana” che è propria degli stadi embrionali degli animali inferiori (lemuri). Fu per lui una folgorazione: gli sembrò di aver scoperto il segreto delle cause della criminalità ed intraprese a lavorare sul concetto di atavismo, cioè sull'idea che l'ontogenesi, ossia lo sviluppo di ciascun individuo della specie, ripercorra la filogenesi, ossia lo sviluppo della specie stessa. Ogni individuo ripercorre nel proprio sviluppo individuale le tappe che sono state percorse dalla specie cui appartiene.
Nella sua opera principale L'uomo delinquente espone la sua intuizione: nel criminale si è avuto un arresto dello sviluppo ontogenetico; egli è un individuo filogeneticamente arretrato, un atavico e presenta gli istinti feroci degli uomini primitivi. È questa la “teoria del delinquente nato”, secondo la quale i criminali sarebbero indotti fatalmente al delitto dalle loro malformazioni congenite, responsabili dell'arresto dello sviluppo ontogenetico. Le principali malformazioni sarebbero riconoscibili, secondo Lombroso, da una serie di caratteristiche somatiche, quali la morfologia cranica alterata, la fronte alta, il prognatismo, ecc. e da deformità mentali e comportamentali, quali la mancanza di sentimenti morali, in particolar modo della compassione e della pietà, l'assenza di scrupoli e rimorsi, la deficiente inibizione, la ridotta sensibilità al dolore, la vanità, il risveglio precoce dell'istinto sessuale, l'ozio.
Proseguendo i suoi studi sulla personalità del delinquente e meditando sulla strage compiuta da un soldato ritenuto epilettico, tale “Masdea di Girifalco”, che uccise sette reclute e ne ferì altri sei nella Scuola Militare "Nunziatella" a Napoli, Lombroso corresse la teoria dell'atavismo individuando nell'epilessia la forza scatenante il reato: il delinquente è un epilettico nel quale la malattia risveglia gli istinti atavici. Questa affermazione porta alla concezione deterministica e patologica del criminale ed a considerare equivalenti le classificazioni uomo-delinquente, delinquente nato (o pazzo morale) e delinquente pazzo (epilettico). Sulle spinte delle critiche suscitate dalle sue teorie, Lombroso nella rielaborazione dell'”Uomo delinquente” e nei “Palinsesti del carcere” (dove passa in rassegna le testimonianze scritte dei detenuti) rivolse la sua attenzione anche ad altri fattori che non fossero esclusivamente medici e diede sempre più spazio ai fattori ambientali e psicologici, ma con la convinzione che avessero un ruolo secondario nei soggetti già predisposti al crimine.
La scuola positiva assunse in seguito due direzioni: chi insisteva sulle cause biologiche e chi su quelle psicologiche e morali. Su tale scia si pose il Garofalo secondo cui i reati non dipendevano tanto da problemi di sviluppo biologico quanto da quelli di tipo morale; in tal senso coniò il termine di “crimine naturale” per comprendere tutti i reati sociali.
Studi sui fattori ereditari, invece, furono compiuti da numerosi criminologi tra i quali Richard Dugdale che effettuò delle deduzioni sull'albero genealogico di un campione di criminali e da Henry Goddard che mise a confronto due rami di un soldato della Guerra d'indipendenza americana.

## Altri orientamenti
Contro le concezioni naturalistiche e deterministiche della scuola positiva, che toglievano alla persona ogni valore di libero arbitrio, si opposero due autori ideologicamente assai distanti tra loro: Agostino Gemelli e Karl Marx. Il primo si soffermò sul concetto di personalità di un individuo, capace di controllare anche condizioni biologiche predisponenti, a meno che non siano manifestazioni patologiche, e regolata dall'intelligenza e dalla volontà. Il delinquente con la sua condotta persegue fini personali che gli appaiono come valori. Egli prepara, organizza, vuole il delitto che sta per commettere, anche se influenzato da stimoli esterni, che è quindi il frutto del suo libero arbitrio. Marx mise in luce, invece, intorno alla metà del XIX secolo, come la disoccupazione fosse un fenomeno strutturale e non congiunturale di tale tipo di società. Lo sviluppo del capitalismo, quindi, lungi dal garantire la piena occupazione, necessita, per la propria affermazione, il costante allontanamento dal sistema produttivo di un certo numero di appartenenti alla classe operaia, che vanno ad alimentare le schiere del sottoproletariato. La criminalità è allora il frutto delle disfunzioni del sistema.

## Primo congresso internazionale di criminologia
A Roma dal 3 all'8 ottobre 1938 si svolse il “primo congresso internazionale di criminologia” al quale parteciparono migliaia di delegati provenienti da tutto il mondo. Per l'Italia era presente, tra gli altri, Benigno Di Tullio che condusse la sua relazione sul “Fondamento biopsichico ed il meccanismo di sviluppo delle più comuni forme criminali individuali e collettive”. I tempi principali del congresso furono così stabiliti:
1. La delinquenza minorile dal punto di vista medico-legale e pedagogico
2. Prevenzione e repressione della criminalità nelle forze armate
3. Informazioni sull'organizzazione della profilassi criminale nei vari stati
4. Sviluppo e predisposizione del giudice nella giustizia penale.

## Scuola di Chicago
Fin dal 1892, gli esponenti di Chicago hanno dato un grande contributo alla criminologia. Clifford Shaw e Henry Mac Kay, elaborarono, negli anni quaranta la teoria ecologica o delle aree criminali. Ciò sia perché il comportamento criminale agisce come modello culturale, sia per il permanere in quelle zone di particolari tradizioni malavitose. Il punto focale della teoria fu l'aver intuito che, concorrendo fattori personali, l'influenza ambientale negativa può favorire, mediante processi di imitazione sociale, la scelta criminale. Nella stessa scuola emersero in seguito approcci diversi come quelli di Martin Bulmer più orientato sull'analisi culturale e quelli di William Thomas di tipo etnografico: attraverso la “storia di vita” e lo studio ecologico della realtà sociale ed urbana, ci si propose di analizzare i condizionamenti ambientali sulla personalità del soggetto deviante.

## Scuola neodeterminista
Negli anni settanta si sono sviluppati alcuni studi nel campo criminologico che hanno cercato di integrare fattori biologici con quelli sociali. In particolare secondo Sarnoff Mednick il sistema di norme è assunto a livello individuale nei gruppi informali primari ed in seguito mediato attraverso il sistema nervoso. Bruno Pannain ritenne che tale dinamica fosse condizionata da “stimoli crimino-impellenti” che inducevano al compimento del reato e da “stimoli crimino-repellenti” che, invece, lo inibivano.
Clarence Jeffery effettuò degli studi sperimentali sulle persone in stato di indigenza e giunse alla conclusione che la predisposizione al crimine potesse dipendere dal regime alimentare e dall'esposizione agli agenti atmosferici inquinanti. Altri studi del genere furono svolti da James Wilson e Richard Herrnstein sulle gang di strada secondo i quali il delinquente agisce in ragione da questioni di opportunità economica.
Un altro approccio di tipo neo determinista è l'insieme degli studi relativi al rapporto tra quoziente intellettivo (QI) e criminalità. Se dunque, riprendendo la scelta razionale, una persona agisce in base ad un computo autonomo di costi e profitti, l'intelligenza, nei propri diversi aspetti, ne condiziona il processo decisionale. In America tali teorie fecero molti proseliti, tanto che Scott Menard e Barbara Morse denunciarono il tentativo «della società americana di discriminare i giovani dei ceti inferiori».

## Prospettive sulla storia della criminologia
Nonostante il quadro fornito, vi sono numerose lacune che meritano degli approfondimenti in relazioni a determinati periodi storici e non solo di antica data. Si pensi agli anni ottanta quando la criminologia attraversò un periodo di crisi: «non sapeva più se il suo compito era quello di spiegare la criminalità, i comportamenti criminali o qualche particolare categoria di reati; di fatto i criminologi non sapevano se si stavano ponendo la domanda esatta, figuriamoci se potevano fornire una risposta». In Italia la ricerca è aggravata dalla difficoltà di accedere agli archivi del Ministero della Giustizia.